# Issa Ndoye
Issa Ndoye (* 12. Dezember 1985 in Thiès) ist ein senegalesischer ehemaliger Fußball-Torwart.

## Vereinskarriere
Ndoye spielte in der Zeit vom Juli 2005 bis zum Juni 2009 zunächst beim FC Zob Ahan (Iran), für den er bereits seit 2004 in der Jugendmannschaft angetreten war. Nachdem der dortige Verband ein Verbot für ausländische Torhüter verhängte, wurde er zunächst zu Metalist Charkiw (Ukraine) vermittelt, was aber nur ein wenige Wochen kurzes Gastspiel blieb. Schon kurz danach, im Juli 2009 wechselte er zum Verein FK Wolyn Luzk, ebenfalls in der Ukraine, bei dem er einen Zweijahresvertrag erhielt. Dort spielte Ndoye in der Premjer-Liha, der obersten ukrainischen Liga. Sein im Juni 2011 auslaufender Vertrag wurde vom Verein nicht verlängert. Im Juli 2012 wurde der zwischenzeitlich vereinslose Ndoye vom deutschen Bundesliga-Aufsteiger SpVgg Greuther Fürth verpflichtet, bei dem er einen Einjahresvertrag bis Juni 2013 erhielt. Am 29. März 2013 gab man die Trennung von Ndoye nach Ablauf des Vertrags am 30. Juni 2013 bekannt.
Im Sommer 2013 wechselte er in die französische Ligue 2 zum US Créteil. Auch dort war er lange Zeit nur die Nummer zwei hinter Yann Kerboriou, bis er am 17. Spieltag der Ligue 2 im Spiel gegen den AC Arles-Avignon debütierte.

## Nationalmannschaft
Ndoye hat die U-16-, U-17- und die U-21-Nationalmannschaft von Senegal durchlaufen. In der Vorbereitung auf die Afrikameisterschaft 2008 wurde Ndoye auch in den 38 Mann starken Kader der senegalesischen Fußballnationalmannschaft berufen, jedoch erhielt hier der Torhüter Bouna Coundoul den Vorzug.